# Bayleites
Bayleites – rodzaj głowonogów z podgromady amonitów
Żył w okresie kredy (santon – kampan).